# Château de Sassay
Le château de Sassay est un édifice situé à Ligré, en France.

## Localisation
Le château est situé sur le territoire de la commune de Ligré dans le département d'Indre-et-Loire en région Centre-Val de Loire.

## Description
Le château de Sassay se compose d'un bâtiment d'habitation du XVIIe siècle sur la façade duquel fait saillie une tour polygonale d'escalier. Un pavillon du XVIe siècle adjacent au pignon ouest du précédent, est percé à son rez-de-chaussée d'un couloir d'accès à la cour, et accompagné à ses angles nord-ouest et nord-est de tourelles en encorbellement. À l'ouest, un pavillon presque carré est construit de biais par rapport aux façades des deux précédents édifices. Un long bâtiment formant aile perpendiculaire à la façade sud du bâtiment principal, date du XVIIe siècle et aboutit à une autre aile très courte, en retour d'équerre. Un colombier du XVIe siècle complète l'ensemble.

## Historique
Le château est un ancien fief relevant de Chinon.
Il est inscrit partiellement (éléments protégés : les façades et toitures ; le colombier) au titre des monuments historiques par arrêté du 27 juin 1962.